# Данијел Комен
Данијел Кипнгетич Комен (рођен 17. маја 1976.) је кенијски атлетичар, тркач на средње и дуге стазе. Запамћен је по свом ривалству са Хаилеом Гебрселасијем. Његова најзапаженија достигнућа су била између 1996. и 1998. године, када је оборио низ светских рекорда. Комен тренутно држи светски рекорд на 3.000 метара са временом 7:20,67, постављеним 1996. године. Са својим најбољим резултатом од 7:58,61 у трци на 2 миље, постављеним 1997. године, био је светски рекодер у овој дисциплини, све док 9. јуна 2023. Јакоб Ингебригтсен није истрчао актуелни светски рекорд у времену 7:54,10. Комен је актуелни кенијски рекордер на 5.000 метара на отвореном и у дворани. Комен је постао други човек, после Мароканца Саида Ауите, који је истрчао деоницу од  1.500 м на атлетској стази испод 3 минута и 30 секунди, 3.000 м испод 7 минута и 30 секунди, и 5.000 м испод 13 минута.

## Одрастање
Комен је рођен у округу Елгејо Мараквет у Кенији. Он је из подплемена Кеијо из народа Каленџин. Одрастао је у руралном подручју кенијске провинције Раседна долина. Био је једно од четрнаесторо деце у својих родитеља. Комен је почео да трчи са седам година, до школе и натраг. Његове способности трчања су откривене и са 14 година отпутовао је у Аустралију.

## Каријера
Комен је имао изузетну јуниорску каријеру: са 17 година освојио је друго место на Светском јуниорском првенству у кросу, а 1994. године постао је светски јуниорски шампион на 5.000 метара и 10.000 метара. 1995. на Голден Гала митингу у Риму, Комен је поставио светски јуниорски рекорд у трци на 5.000 метара са временом 12:56,15, чиме је помогао Мозесу Киптануију да оствари светски рекорд за сениоре у истој трци. 1. септембра 1996. у Ријетију, Италија, Комен је истрчао спектакуларан светски рекорд на 3000 метара у времену 7:20,67, оборивши претходни рекорд Нуредина Морселија за 4,44 секунде. Годину дана касније, Комен је поново ушао у историју. У Хехтелу у Белгији, постао је први човек који је претрчао две миље за мање од осам минута, поставивши светски рекорд 7:58,61. Његова прва миља била је бржа него што је Роџер Банистер истрчао када је први на свету истрчао целу трку на једну миљу за испод 4 минута. Комен је у својој рекодној трци и другу миљу истрчао испод 4 минута! Само седам месеци касније, на митингу у Сиднеју, Комен је трчао 7:58,91, промашивши светски рекорд за само 0,30 секунди.
У августу 1997. Комен је поправио светски рекорд на 5.000 м истрчавши 12:39,74, што је било две секунде брже од пређашњег светског рекорда којег је држао Хаиле Гебрселасије.
Само дванаест дана након што је претходни светски рекорд од 7:26,15 поставио Хаиле Гебрселасије, Комен је у Будимпешти 6. фебруара 1998. године оборио дворански рекорд на 3.000 метара са временом 7:24,90. Овај рекорд је 15. фебруара 2023., након више од 25 година, поправио Етиопљанин Ламеша Гирма са резултатом 7:23,81 на митингу у Лијевену. Шпанац Мохамед Катир, са временом 7:24,68, такође је трчао брже од бившег светског рекорда Данијела Комена.
Након престанка такмичарске каријере почетком 2000-их, Комен се посветио раду у Атлетском удружењу Кеијо Норт Рифт, чији је данас директор заједно са својом супругом Џојс.

## Достигнућа

### Лични рекорди
Информације преузете са Профила Данијела Комена на сајту Светске атлетике (ажурирано: октобар 2023.).
| Дистанца               | Резултат | Датум                     | Место      |
| ---------------------- | -------- | ------------------------- | ---------- |
| 1.500 метара           | 3:29,46  | 16. августа 1997. године  | Монако     |
| Миља                   | 3:46,38  | 26. августа 1997.         | Берлин     |
| 2.000 метара           | 4:51,30  | 5. јуна 1998.             | Милано     |
| 3.000 метара           | 7:20,67  | 1. септембра 1996. године | Ријети     |
| 3000 метара у дворани  | 7:24,90  | 6. фебруар 1998.          | Будимпешта |
| Две миље               | 7:58,61  | 19. јул 1997.             | Хехтел     |
| 5.000 метара           | 12:39,74 | 22. августа 1997. године  | Брисел     |
| 5.000 метара у дворани | 12:51,48 | 19. фебруара 1998.        | Стокхолм   |
| 10.000 метара          | 27:38.32 | 30. августа 2002.         | Брисел     |

### Међународна такмичења
| Година | Такмичење                               | Место                | Позиција | Дисциплина     | Резултат | Белешка |
| ------ | --------------------------------------- | -------------------- | -------- | -------------- | -------- | ------- |
| 1994.  | Светско првенство у кросу               | Будимпешта, Мађарска | 2.       | Трка јуниора   | 24:17    |         |
| 1994.  | Светско првенство у кросу               | Будимпешта, Мађарска | 1.       | Јуниори екипно | 18 поена |         |
| 1994.  | Светско првенство у атлетици за јуниоре | Лисабон, Португалија | 1.       | 5.000 м        | 13:45,37 |         |
| 1994.  | Светско првенство у атлетици за јуниоре | Лисабон, Португалија | 1.       | 10.000 м       | 28:29,74 |         |
| 1997   | Светско првенство                       | Атина, Грчка         | 1.       | 5.000 м        | 13:07,38 |         |
| 1998.  | Светско првенство у кросу               | Маракеш,Мароко       | 2.       | Трка сениора   | 10:46    |         |
| 1998.  | Светско првенство у кросу               | Маракеш,Мароко       | 1.       | Сениори екипно | 10 поена |         |
| 1998.  | Првенство Африке у атлетици             | Дакар, Сенегал       | 1.       | 5.000 м        | 13:35,70 |         |